# We Break the Dawn
We Break the Dawn è un singolo della cantante statunitense Michelle Williams, pubblicato nel 2008 ed estratto dal suo terzo album in studio Unexpected.
Il brano è stato scritto da Solange Knowles, Andrew Frampton e Wayne Wilkins.

## Tracce
- Download digitale

1. We Break the Dawn – 3:56